# Jurij Lobanov
Jurij Terent'evič Lobanov (in russo Юрий Терентьевич Лобанов?; Dušanbe, 29 settembre 1952 – Mosca, 1º maggio 2017) è stato un canoista sovietico.

## Palmarès

### Olimpiadi
- 2 medaglie:
  - 1 oro (Monaco di Baviera 1972 nel C2 1000 metri)
  - 1 bronzo (Mosca 1980 nel C2 1000 metri)

### Mondiali
- 14 medaglie:
  - 10 ori (Tampere 1973 nel C2 10000 metri; Città del Messico 1974 nel C2 500 metri; Città del Messico 1974 nel C2 1000 metri; Città del Messico 1974 nel C2 10000 metri; Belgrado 1975 nel C2 500 metri; Belgrado 1975 nel C2 10000 metri; Sofia 1977 nel C2 1000 metri; Sofia 1977 nel C2 10000 metri; Duisburg 1979 nel C2 1000 metri; Duisburg 1979 nel C2 10000 metri)
  - 2 argenti (Belgrado 1971 nel C2 500 metri; Tampere 1973 nel C2 1000 metri)
  - 2 bronzi (Sofia 1977 nel C2 500 metri; Belgrado 1978 nel C2 1000 metri)